# Dominik Lejman
Dominik Lejman (ur. 5 marca 1969 w Gdańsku) — polski artysta współczesny, zajmuje się malarstwem, sztuką wideo.

## Życiorys
W latach 1989–1993 studiował na Wydziale Malarstwa i Grafiki Państwowej Wyższej Szkoły Sztuk Plastycznych w Gdańsku, następnie w latach 1993–1995 w Royal College of Art w Londynie, gdzie uzyskał Degree of Master of Arts. W 1996 roku uzyskał dyplom z malarstwa w Akademii Sztuk Pięknych w Gdańsku.
Od 2005 roku prowadzi pracownię malarstwa na Uniwersytecie Artystycznym w Poznaniu. Mieszka i pracuje w Poznaniu i Berlinie.
W swoich pracach łączy projekcje wideo z podmalówkami malarskimi, tworzy „wideo freski” oraz wielkoformatowe fototapety. Trudno jednoznacznie powiedzieć czym są prace Dominika Lejmana ponieważ nie mieszczą się w żadnych konkretnych ramach – wykraczają poza malarstwo i nie są w żaden sposób uwspółcześnianiem tego medium, nie można nazwać ich też ekranami, ponieważ przed takim określeniem wzbrania się sam artysta. Jednym z jego najbardziej znanych projektów był realizowany w ramach europejskiego programu Culture 2000 Szpital jako krajobraz małych spektakli, który polegał na wyświetlaniu na ścianach dziecięcych szpitali projekcji wideo ze zwierzętami (2002). Projekcje można było zobaczyć w Brukseli, Paryżu, Madrycie i Warszawie. Projekt znalazł później swoją kontynuację także w innych miastach.

### Wybrane wystawy indywidualne
- 2000:

Luksus Przetrwania, Centrum Sztuki Współczesnej Zamek Ujazdowski, Warszawa
- 2005

Dominik Lejman, Vigeland Museum, Oslo
Present Perfect, Instytut Polski, Düsseldorf
- 2006

Ostatni Zapala Światło, Centrum Sztuki Współczesnej Zamek Ujazdowski, Warszawa
Conditoned Perspective, Luxe Gallery, New York
- 2007

A Natural History, Atlas Sztuki, Łódź
Ogrody, Galeria Arsenał Białystok
Die Nachsten, Zak Gallery Berlin
- 2008

Dominik Lejman / Katarzyna Józefowicz, Kulturcentrum, Ronneby, SE.
- 2009

Afterparty, Żak | Branicka Gallery, Berlin, DE.
- 2010

POProjekcja (PHD), Galeria Muzalewska, Galeria Stereo, Poznań, PL.
- 2011

Far Too Close, Żak | Branicka Gallery, Berlin, DE.
Double Layer, Parlament Europejski, Bruksela, BE.
- 2012

Far Too Close, Yumiko Chiba Associates Viewing Room Shinjuku, Tokio, Kyoto City University of Arts, Art Gallery @KCUA, Kyoto, JP.
Work in Regress, Galeria AT, Poznań, PL.
- 2023

Mnich, MOLSKI gallery&collection, Poznań, PL.

### Wybrane wystawy grupowe
- 1999–2000

After the Wall, Moderna Museet, Sztokholm
National Galerie Hamburger Banhoff, Berlin
- 2002

4 Pokoje, Bunkier Sztuki, Kraków
Prague Biennale 1, National Gallery, Veletrzni Palac, Praga
- 2004

Anxiety and Influence: Batchelors, Brides and a Family Romance,
Stadtgalerie Bern, Switzerland
Distances? Le Plateau, Fonds regional d’art contemporain d’Ile-de-France, Paris
Architectures: Meta-structures of Humanity, Morphic Strategies of Exposure,
Polish Pavilion, 9th International Architecture Exhibition Venice 2004
Beyond The Red Horizon, Centrum Sztuki Współczesnej Zamek Ujazdowski, Warszawa, Narodowe Centrum Sztuki Współczesnej, Moskwa 2005
- 2005

Egocentric, Outmoded, Immoral, Galeria Zachęta, Warszawa
- 2006

Painting as Presence (this is not a love song) Künstlerhaus Bethanien, Berlin
Łódź Biennale 2006
Malarstwo XXI wieku Galeria Zachęta, Warszawa
POZA, Real Art Ways, Hartford, USA
Place as the Space, Centrum Sztuki Współczesnej Łaźnia, Gdańsk, Galeria Kronika Bytom
- 2007

Video Killed the Painting Star, DOMUS ATRIUM 2002 Salamanca, Spain
- 2008

Singular, Luxe Gallery New York
Still/Motion, Mie Prefectural Art Museum
Still/Motion, The National Museum of Art, Osaka
Red Eye Effect, Centrum Sztuki Współczesnej Zamek Ujazdowski, Warszawa
Prague Triennale, Veletrzni Palac, Praga
Still/Motion, Tokyo Metropolitan Museum of Photography
- 2009

Good Night and Bad Luck – Art and Fear in Poland and Israel, Artists House, Tel Aviv, IL, Awake and Dream, Signum Foundation Palazzo Dona, Venice, IT, abc, Art : Berlin Contemporary, Akademie der Künste, Berlin, DE, Cokolwiek, Galeria Przychodnia, Poznań, PL.
- 2010

Biała Noc,The Absent River, Poznań, PL, Open Light in Private Spaces, Biennale für Internationale Lichtkunst, Ruhr, DE, Asia – Europe, Mediations Biennale, Poznań, PL, 50 Ways to Keep Your Lover, galleri s.e, Bergen, NO, Beyond Mediations, Mediations Biennale, Poznań, PL. Not Just The Body, but…ConcentArt, Berlin, DE. Redefining Centre, Artlight Domaquarée, Berlin, DE. Peep Generation, Museum Sztuki Łódź, Łódź, PL.
- 2011

AYT, Museum of Modern Art, Kiev, UA. Berlin – Choreographie Einer Stadt: To Pass is Enough, Forum Factory, Berlin, DE. Here and now … amnesia, Savvy Contemporary, Berlin, DE.
Festiwal Sztuki Wizualnej Inspiracje, Muzeum Sztuki Współczesnej, Szczecin, PL. Thriller. It’s not only a movie, New Horizons 11th International Film Festival, Wrocław, PL. 9th Krasnoyarsk Museum Biennale, Krasnoyarsk, RU. POLISH! Künstlerhaus Bethanien, Berlin, DE.
- 2012

Dekonstrukcje Utopii, Festiwal Łódź Czterech Kultur, Miejska Galeria Sztuki, Łódź, PL. Objet Trouvé, Plataforma Revólver, Lizbona, PT. Archaeology of the Image / Jack Helgessen Family Collection, Vestfossen Kunstlaboratorium, Vestfossen NO. Delikatność, BWA Zielona Góra, PL.

## Nagrody i wyróżnienia
- Nagroda stypendialna Fundacji Kultury (1994)
- Nagroda Prezydenta Miasta Gdyni (1994)
- RTZ Bursary, Royal College of Art, London (1994)
- Minton Award, Royal College of Art, London (1994)
- 1st Prize Absolut RCA, Absolut Vodka Competition, Royal College of Art, London (1994)
- Stypendium Fundacji Batorego (1994)
- Stypendium Agnieszki Osieckiej (1994)
- Christie's Painting Award, London (1995)
- Nagroda Wojewody Legnickiego, Rzeczowa Nagroda Tygodnika „Konkrety” i Nagroda Przedsiębiorstwa „Astra-Pollena” na 7. Ogólnopolskim Przeglądzie Malarstwa Młodych PROMOCJE 1996 (1997)[3]
- Półroczne Stypendium Ministra Kultury i Dziedzictwa Narodowego (2000)
- Paszport „Polityki” w dziedzinie sztuk plastycznych za rok 2000 (2001)[4]
- Nagroda Artystyczna Prezydenta Miasta Gdyni w dziedzinie sztuk plastycznych (2001)[4]
- Berlin Art Prize w sekcji sztuk wizualnych, przyznana przez Akademie der Künste (2018)[5]
- Nagroda Prezydenta Miasta Gdańska w Dziedzinie Kultury z okazji 30-lecia pracy twórczej (2024)[6]

Źródło:.